# Marie Stritt

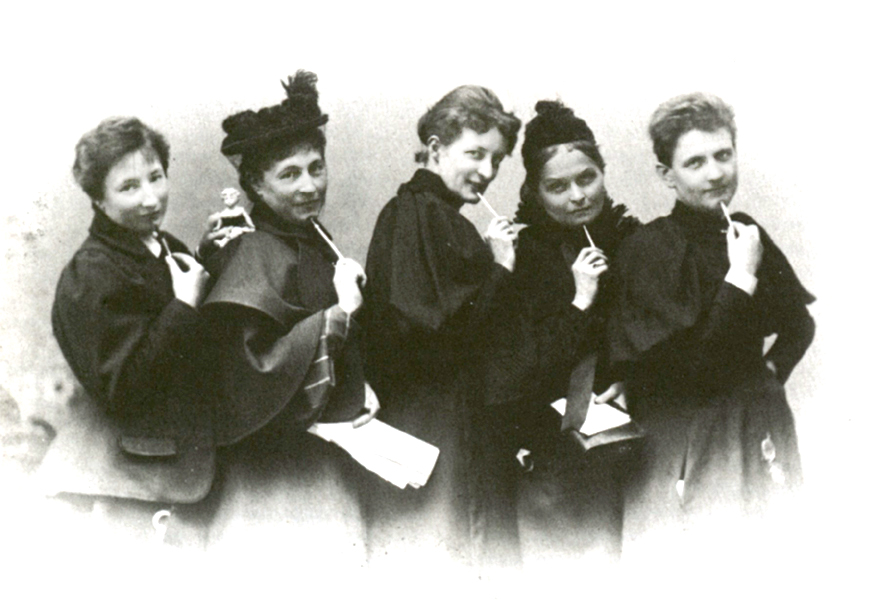
Marie Stritt (a doua din stânga)

Marie Stritt (n. 18 februarie 1855, Sighișoara, Imperiul Austriac – d. 16 septembrie 1928, Dresda, Republica de la Weimar) a fost o feministă germană născută în Transilvania. 

## Viața
Marie Stritt s-a născut sub numele Marie Bacon la Sighișoara. Era cel mai mare copil din zece- dintre care 6 au murit de mici- din familia unui avocat. Tatăl ei, Josef Martin Bacon (1820-1885), a fost, printre altele, delegat la Reichstag. Unul dintre frați, Dr. Josef Bacon (1857-1941), a fost medic de oraș și inițiatorul muzeului istoric din Sighișoara.
Mama, Therese Bacon, a fost activă pe plan feminist când încă nici nu prea exista o astfel de mișcare în forme organizate. Mama a fost aceea care a introdus-o pe Marie în mișcarea feministă la începutul anilor 1890. 
Marie a părăsit orașul natal în 1873 pentru a deveni actriță. A urmat cursurile unei școli superioare de actorie din Viena, și a fost angajată pentru prima dată la Karlsruhe. Stritt s-a căsătorit cu cântărețul de operă Albert Stritt (1847–1908), cu care a avut 2 copii. În anul 1889 se va retrage de pe scenă, și se stabilește la Dresda. Acolo s-a angajat tot mai mult în mișcarea feministă începând din 1894. 

## Activitatea
Marie Stritt este considerată drept deschizătoare de drumuri a mișcării feministe germane. Și știa cum să se impună. Deja acum peste 100 de ani, portretul ei apărea pe coperta faimoasei reviste ilustrate de masă "Berliner Illustrierten Zeitung". Asta era în iunie 1904, cu ocazia deschiderii Congresului INternațional al Femeilor, al cărei președintă a fost în calitate de președintă a Uniunii asociațiilor feministe germane.
Ea a fost aceea care a pus bazele în 1894 a primei asociații de protecție juridică a femeilor la Dresda. În 1896 a fost una dintre co-organizatoarele campaniei de protest "Frauen-Landsturm" împotriva proiectului de lege pentru "Bürgerliches Gesetzbuch" (Codul civil). Din 1899 până în 1910 a fost președintă a Uniunii asociațiilor feministe germane, dar a fost înlocuită prin manipularea majorității conservatoare de către Gertrud Bäumer. Motivul a fost lipsa de compromis din partea lui Stritt în ceea ce privea § 218, care criminaliza avortul. 
Din 1900 până în 1920 a fost redactor al organului publicistic al Uniunii asociațiilor feministe germane. Între 1911- 1919 Stritt a fost lidera Uniunii germane pntru drept la vot al femeilor, și din 1913 până la 1920 a fost președintă a Uniunii mondiale pentru drept la vot al femeilor. În 1920 a fost delegată din partea guvernului imperial la Congresul internațional din Geneva, între 1899 și 1921 redactor-șef al organului central al Uniunii asociațiilor feministe germane, respectiv al revistei "Frauenfrage"; 1919-1922 consilier municipal la Dresda. În 1919 devine membru al comitetului de conducere al Uniunii asociațiilor feministe germane, în 1925 președintă a Uniunii municipale a asociațiilor feministe din Dresda. După ce a decedat la Dresda, cenușa i-a fost înmormântată la Sighișoara.

## Opera
- Häusliche Knabenerziehung, (Educația de familie a băieților), Berlin 1891
- Frauenlogik, (Logica feminină), Dresda 1892
- Die Frau gehört ins Haus, (Femeie trebuie să stea în casă), Dresda 1893
- Die Bestimmung des Mannes, (Decizia bărbatului), Dresda 1894
- Weibl. Schwächen, (Slăbiciuni feminine), Dresda 1894

## Explicație
Articol scris pe baza articolului de pe de.wiki